# Роберта (Джорджія)
Роберта (англ. Roberta) — місто (англ. city) в США, в окрузі Кроуфорд штату Джорджія. Населення — 813 особи (2020).

## Географія
Роберта розташована за координатами 32°43′11″ пн. ш. 84°0′37″ зх. д. / 32.71972° пн. ш. 84.01028° зх. д. (32.719776, -84.010381).  За даними Бюро перепису населення США в 2010 році місто мало площу 3,90 км², з яких 3,86 км² — суходіл та 0,04 км² — водойми.

## Демографія
Згідно з переписом 2010 року, у місті мешкало 1007 осіб у 357 домогосподарствах у складі 251 родини. Густота населення становила 258 осіб/км².  Було 403 помешкання (103/км²).
Расовий склад населення:
| - 51,3 % — білих - 44,0 % — чорних або афроамериканців - 1,5 % — азіатів - 0,2 % — корінних американців - 1,6 % — осіб інших рас |

До двох чи більше рас належало 1,4 %. Частка іспаномовних становила 3,1 % від усіх жителів.
За віковим діапазоном населення розподілялося таким чином: 26,2 % — особи молодші 18 років, 58,8 % — особи у віці 18—64 років, 15,0 % — особи у віці 65 років та старші. Медіана віку мешканця становила 35,3 року. На 100 осіб жіночої статі у місті припадало 88,9 чоловіків;  на 100 жінок у віці від 18 років та старших — 77,8 чоловіків також старших 18 років.
Середній дохід на одне домашнє господарство  становив 36 301 долар США (медіана — 21 458), а середній дохід на одну сім'ю — 42 828 доларів (медіана — 24 474). За межею бідності перебувало 38,7 % осіб, у тому числі 66,3 % дітей у віці до 18 років та 11,3 % осіб у віці 65 років та старших.
Цивільне працевлаштоване населення становило 283 особи. Основні галузі зайнятості: освіта, охорона здоров'я та соціальна допомога — 36,7 %, виробництво — 12,0 %, роздрібна торгівля — 10,2 %.